# ヘンリー・ローランド

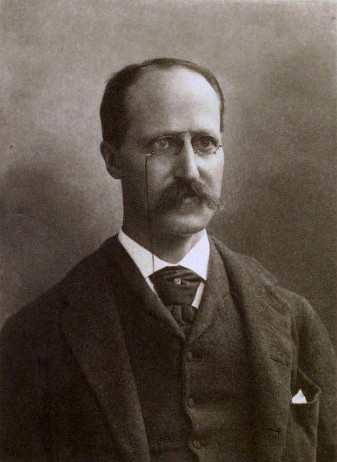
ヘンリー・ローランド

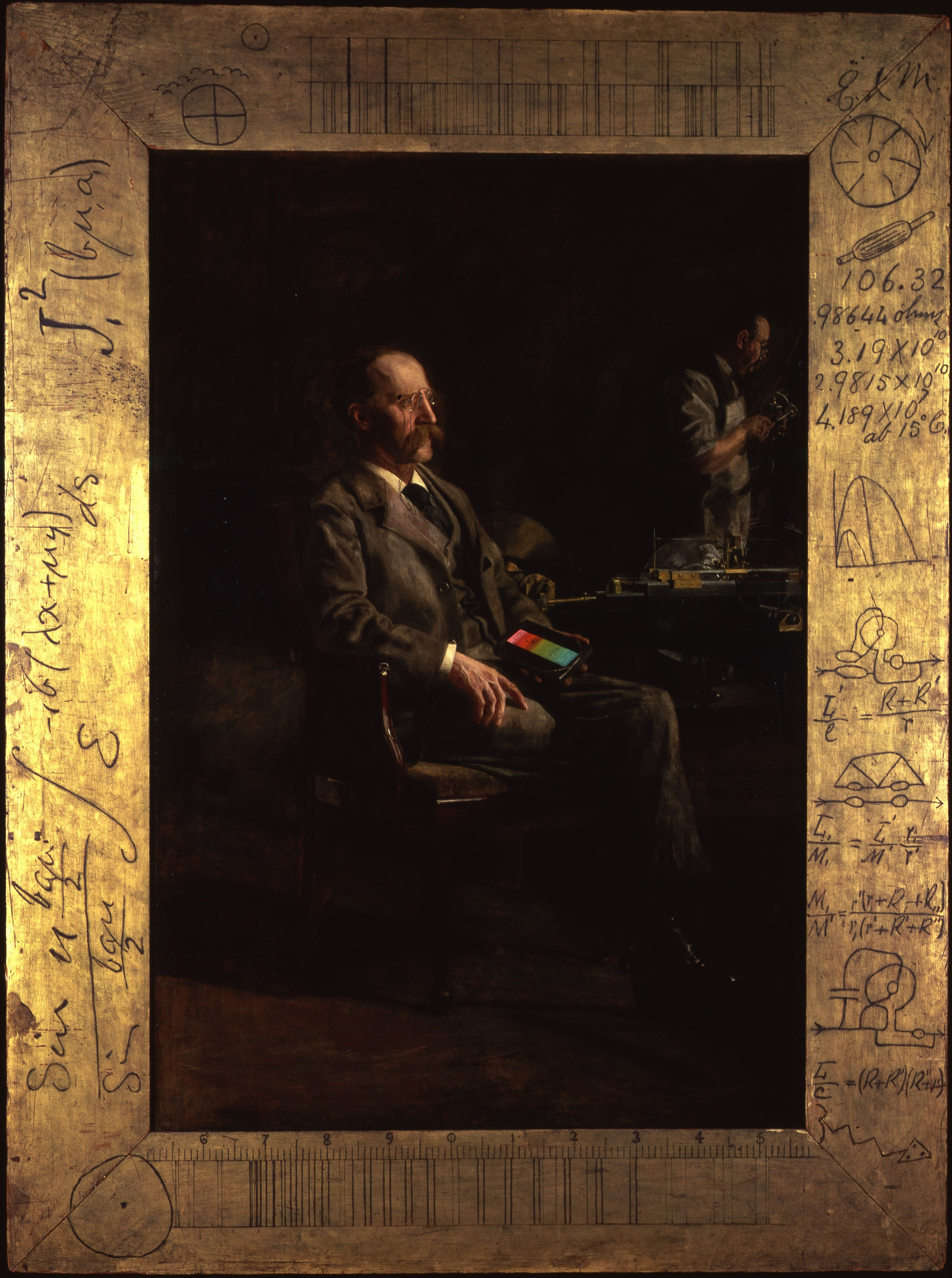
ヘンリー・ローランドの肖像

ヘンリー・オーガスタス・ローランド（Henry Augustus Rowland, 1848年11月27日 - 1901年4月16日）は19世紀後半のアメリカ合衆国の物理学者である。帯電した物体を回転させることによって磁場が生じることを証明する実験を行い、高精度の回折格子の製作法を開発したことなどで知られる。アメリカ物理学会の初代の会長を務めた。

## 略歴
ペンシルベニア州のホーンズデールでプロテスタントの神学者の息子に生まれた。ニューヨークのレンセラー工科大学で工学を学んだ。レンセラー工科大学で教え、電磁気の研究を行うが、当時後進のアメリカにおいては評価が得られなかった。ジョンズ・ホプキンス大学に移り、ドイツに派遣され、ベルリンのヘルムホルツの研究室で帯電させた円盤を回転させることによる磁気作用を測定する実験をおこなった。ドイツから新しい実験設備を持ち帰り、アメリカの物理学の水準を向上させた。ホール効果を発見したエドウィン・ホールは彼の学生である。
1880年代に高精度の回折格子の製作法を開発し、太陽のスペクトルを観測。1890年天文物理学への功績によりヘンリー・ドレーパー・メダルを受賞した。凹面回折格子をローランドはよく使っていたという。
また、ローランドは水の比熱を精密に測定し、温度によって比熱が変わることを主張した。